# Épanchement pleural
 Mise en garde médicale
Un épanchement pleural liquidien est la présence de liquide dans la cavité pleurale, c'est-à-dire entre les deux feuillets de la plèvre, le feuillet viscéral adhérant au poumon et le feuillet pariétal adhérant à la cage thoracique. Habituellement, cet espace est virtuel.
Selon l'importance de l'épanchement, sa mise en évidence peut être faite cliniquement au moyen de l'auscultation pulmonaire et de la percussion, et radiologiquement sur une radiographie du thorax, en s'appuyant sur un examen ultrasonographique ou sur un scanner.
Une ponction pleurale permet de soulager le patient, et, après analyse du liquide, d'en connaître l'origine.
Il s'agit d'une maladie fréquente, estimée à 1 million de cas par année aux États-Unis.

## Causes
Un épanchement pleural peut se former :
- en cas d'inflammation, qu'elle soit d'origine infectieuse (principalement bactérienne[2], rarement viral[3],[4]), néoplasie[5] (de la plèvre ou du poumon) ou systémique : lupus[6],[7], polyarthrite rhumatoïde[8]…
- en cas d'insuffisance cardiaque[9],[10] (en continuité de la surcharge parenchymateuse) ;
- lors de la présence de liquide intra-abdominal, par exemple chez les patients cirrhotiques avec ascite[11] ou lors de pancréatite[12],[13].

Le liquide contenu dans cet espace peut être de différentes natures : transsudat, liquide proche du liquide extracellulaire ou exsudat, liquide riche en cellule et en protéine. L'exsudat peut être sous-divisé en plusieurs catégories telles que exsudat hémorragique, chyleux ou purulent.
La cause la plus fréquente reste l'insuffisance cardiaque, la deuxième étant les cancers.

## Clinique
La détection la plus précoce possible d'un épanchement pleural permet de réduire la mortalité associée notamment lorsqu'il est associé à une pneumonie.
Les symptômes liés à l’épanchement pleural sont vagues et peu spécifiques. Les plus fréquents sont la douleur thoracique et la dyspnée,. Les autres symptômes suspects sont une intolérance progressive à l'effort ou une fatigue. La tolérance de l'épanchement dépend de son volume, mais aussi de la vitesse de formation et de l'état pulmonaire sous-jacent.
Le diagnostic clinique, sans moyen radiologique, d'un épanchement pleural est difficile. De nombreux signes existent mais leur sensibilité et leur spécificité sont mauvaises.
On peut citer l'inspection visuelle mettant en évidence une diminution des mouvements d'un hémithorax, ou une concavité des espaces intercostaux, la percussion des bases pleurales révélant une matité, ou la percussion auscultatoire réalisée en plaçant le stéthoscope au-dessous de la dernière côte et en percutant la plage pulmonaire,,. L'ensemble de ces signes sont observateur-dépendants, leur fiabilité est médiocre.
Le meilleur signe clinique est probablement le fremitus (en). Il est réalisé le patient assis. Les mains de l'observateur sont placées en regard des bases pulmonaires de part et d'autre de la colonne. Le patient prononce un son de basse fréquence, par exemple « trente-trois ». Le liquide conduisant mal les sons de basses fréquences contrairement à l'air, l'observateur ressent une différence de vibrations entre le côté avec épanchement pleural et le côté sain. La sensibilité est d'environ 80 % pour une spécificité de 85 %, (rapport de vraisemblance positive 5.7, rapport de vraisemblance négative 0.2).
Le plus mauvais des signes en termes de sensibilité est l'auscultation pulmonaire. Le liquide diminuant la transmission des bruits de la respiration (murmure respiratoire), ceux-ci sont assourdis au niveau de l'épanchement et augmentés au-dessus, en liaison avec des phénomènes de condensation du poumon. La sensibilité de ce signe se situe entre 40 % et 80 %.

## Classification
La classification s’opère après une ponction de l’épanchement diagnostique (ponction d'une petite quantité de liquide afin de réaliser des analyses sur sa composition) ou soustractive (ponction d'une « grande » quantité de liquide afin de soulager le patient des symptômes dont il souffre). L'analyse du liquide pleural permet à la fois d'affiner la suspicion diagnostique et d'orienter le pronostic. Les analyses suivantes devraient être réalisées sur le liquide ponctionné :
- "Analyse chimique "
  - Protéine total (permet de distinguer entre un exsudat et un transsudat[22])
  - LDH (permet de distinguer entre un exsudat et un transsudat[22])
  - pH du liquide (une acidose pleural (pH<7.30) signe en général l'empyème[23])
  - Glucose (un glucose inférieur à 600mg/dl ou inférieur à 50 % de la valeur du glucose plasmatique signe dans le cadre d'un épanchement para-pneumonique un possible épanchement "compliqué"[24])
  - Amylase (augmente en cas de rupture œsophagienne et de pancréatite[25], norme < 220U/l)
  - Amine déaminase (ADA) (augmente la suspicion d’épanchement para-tuberculeux. avec un cutt-off de 42U/l, sensibilité de 88 %, spécificité de 63 %[26])
- "Analyse biologique"
  - Coloration de Gram (recherche de bactéries)
  - Culture bactériologique
  - Hémoculture sur le liquide pleural (en cas de supiscion d'émpyème augmente la sensibilité pour trouver le germe de manière significative (14 % de culture positive contre 24 % d'hémoculture positive dans une étude de 2015)[27])
- Répartition cellulaire

### Transsudat-Exsudat
Un épanchement de type inflammatoire est un exsudat, due, par exemple, à une infection. Il s'oppose à un épanchement non-inflammatoire ou transsudat, due, par exemple, à une insuffisance cardiaque, mais la séparation entre les deux types n'est pas toujours nette.
Un épanchement de type exsudat est riche en protéines. Plus exactement, le rapport protéinopleurie/protéinémie est supérieur à 0.5. La concentration en LDH du liquide pleural est supérieur à 200 UI/l, avec un rapport de concentration liquide pleural/sérum supérieur à 0.6. Les taux de bilirubine ou de cholestérol dans le liquide, sont également augmentés.
En cas d'insuffisance cardiaque traitée par diurétiques, la concentration du liquide pleural en protéine ou en LDH peut augmenter, pouvant faire diagnostiquer faussement un exsudat, si on ne fait pas le rapport avec les concentrations sériques des mêmes molécules.

## Examens complémentaires
Cliniquement le diagnostic d'épanchement pleural est difficile à réaliser tant les symptômes sont peu spécifiques et les signes à l'examen clinique peu sensibles (environ 80 % pour le fremitus) et peu spécifiques. L'utilisation d’examens para-cliniques est nécessaire à la fois pour confirmer ou poser le diagnostic mais également pour trouver une cause.

### Imagerie
L'imagerie, qu'elle soit réalisée de manière conventionnelle par radiographie de thorax ou non conventionnelle par ultrasons thoraciques ou scanner, permet à la fois de confirmer le diagnostic mais également de stratifier les patients à risque d'épanchement compliqué (cloisonné) ; l'imagerie est de plus une aide pour le geste de drainage.
La radiographie du thorax, effectuée en position debout permet de détecter un épanchement dès 200 ml et doit être l'examen de première intention. Effectuée en décubitus latéral, le plus petit volume détecté est de 50 ml. Un épanchement pleural se manifeste par la présence d'une zone radio-opaque, c'est-à-dire blanche, en général dans la partie déclive (la plus basse) de la radiographie. Le poumon, remplis d'air, flotte au-dessus du liquide. Son volume étant diminuée (le liquide prenant de la place), il se condense, les alvéoles se vident de leur air. Il se forme alors une atélectasie, condensation de poumon non aéré juste au-dessus de l'épanchement. Le diagnostic peut être plus délicat lorsque l'épanchement prend l'apparence d'un « poumon blanc » ou lorsque l'épanchement est cloisonné.
L'échographie permet de visualiser l'épanchement et peut aider à la réalisation d'une ponction pleurale.
Le scanner thoracique permet de mettre en évidence l'épanchement, de le quantifier, d'examiner les structures adjacentes (plèvres, poumon) ce qui permet d'orienter vers une cause.

### Biologie
La ponction pleurale permet de récupérer quelques millilitres de liquides et d'en faire une analyse biochimique, cytologique et bactériologique. Il peut être guidé par une échographie. L'aspect du liquide pleural peut orienter vers une cause (liquide clair, sanglant ou purulent...). Le dosage du taux de protide permet la distinction entre un transsudat (taux de protides faible) et un exsudat (taux élevé). Le dosage du LDH dans le liquide pleural permet également de faire la distinction, ce taux étant élevé en cas d’exsudat. La cytologie a une sensibilité imparfaite en cas d'origine tumorale et ne permet pas d'exclure ce diagnostic en cas de normalité. Cette ponction peut être simplement exploratrice mais peut être également évacuatrice.
La biopsie trans-thoracique permet de récupérer un échantillon de plèvre pour analyse anatomo-pathologique. Elle peut être faite « à l'aveugle » ou guidée par un scanner, avec un meilleur rendement diagnostique dans ce cas.

## Traitement
Le traitement de la cause est, dans tous les cas, essentiel (traitement d'une insuffisance cardiaque, d'une maladie infectieuse).
Un épanchement modéré, sans conséquence, peut être respecté. Si le patient est gêné, une évacuation de son épanchement peut être proposé, soit par ponction pleurale, soit par mise en place d'un cathéter laissé en place quelque temps. Si le liquide pleural est épais (dans le cas d'un hémothorax par exemple), son évacuation peut nécessiter la mise en place d'un drain.
Si l'épanchement est récidivant, une intervention plus poussée peut être discutée : talcage (ou pleurodèse) de la plèvre permettant d'assécher cette dernière et de constituer une cicatrice qui va accoler les deux feuillets ou implantation d'un dispositif permettant le retrait du liquide de manière itérative, sans nouvelle ponction (« cathéter tunellisé »). ces deux techniques sont équivalentes en termes de résultat pour le confort du patient.

## Cas particuliers

### Épanchement para-pneumonique
Un épanchement para-pneumonique est défini comme la présence de liquide entre les plèvres apparu de manière concomitante à une pneumonie. Cette complication est relativement fréquente, variant de 10 % à 60 % de toutes les pneumonies selon les études considérées. Il est réputé comme « compliqué » si un geste diagnostique ou thérapeutique est nécessaire à sa guérison tel qu'une ponction, la mise en place d'un drain thoracique ou une intervention chirurgicale au niveau thoracique.

#### Physiopathologie de l’épanchement para-pneumonique
Les épanchements para-pneumoniques se divisent en trois phases formant un continum.
La phase exsudative est la première de celles-ci. Elle est liée à une augmentation de la perméabilité des vaisseaux sanguins, provoquée par les molécules inflammatoires sécrétées au niveau de la pneumonie (cytokines). Si le débit devient plus important que la capacité de résorption de la plèvre, il en résulte un épanchement pleural de type exsudat (aucun germe détecté).
La phase fibrino-purulente apparaît dès que les bactéries et les neutrophiles passent dans le liquide pleural. Il s'ensuit une consommation des éléments de l'exsudat tels que l'oxygène et le glucose. La destruction des neutrophiles dans la lutte contre les bactéries libère des LDH. Le liquide résultant de cette phase contient donc moins de glucose que le sang, a un pH plus bas car les cellules fonctionnent en anaérobie et contient un taux important de LDH.
La dernière phase est la phase d'organisation liée à l'action des fibroblastes attirés par l’inflammation qui viennent sécréter puis organiser la fibrine formant des séparations, ou septa. Cette dernière phase est la plus dommageable pour le poumon avec formation de plaques rigides, diminuant sa compliance.

### Pleurésie purulente
Le liquide pleural est constitué de pus. Le traitement consiste en l'évacuation de ce liquide et la mise sous antibiotiques.

### Hémothorax
L'hémothorax est un épanchement de sang dans la cavité pleurale. Les causes fréquemment rencontrées sont les traumatismes et les néoplasies.

### Chylothorax
Le chylothorax est un épanchement de lymphe dans la cavité pleurale.

### Pleurésie maligne
Elle est, le plus souvent, secondaire à un cancer du poumon, un cancer du sein ou à un lymphome.